# I suoni in una sfera
I suoni in una sfera è un album dei Celeste, pubblicato dalla Mellow Records nel 1992.
I brani del disco fecero parte della colonna sonora del film I suoni in una sfera diretto da Enry Fiorini nel 1974.

## Tracce
1. Hymn to the Spheres – 2:20 (Ciro Perrino)
2. The Dance of the Sounds – 4:30 (Ciro Perrino)
3. The Gates of the Consciousness – 3:08 (Ciro Perrino)
4. In the Darkside – 1:06 (Ciro Perrino)
5. Last Flight of the Mind – 4:19 (Ciro Perrino)
6. To Embark on a Love Affair – 2:36 (Ciro Perrino)
7. The Rediscover of the Traditions – 2:35 (Ciro Perrino)
8. A Vision – 2:10 (Ciro Perrino)
9. The Thought Flies High Again – 3:38 (Ciro Perrino)
10. Eftus – 3:42 (Ciro Perrino, Leonardo Lagorio, Mariano Schiavolini)
11. Favole antiche – 6:29 (Ciro Perrino, Leonardo Lagorio, Mariano Schiavolini)
12. Nodissea – 5:03 (Ciro Perrino, Leonardo Lagorio, Mariano Schiavolini)

Durata totale: 41:36

## Musicisti
- Ciro Perrino - percussioni, tastiere, flauto
- Mariano Schiavolini - chitarra
- Leonardo Lagorio - tastiere, flauto, armonica
- Marco Tudini - sassofono tenore, flauto, percussioni, voce
- Giorgio Battaglia - basso